# Проспект Свободы (Каменское)
Проспе́кт Свобо́ды (бывший проспект Ленина) проходит в Заводском и Южном  районах Каменского от Гимназического проспекта до железнодорожного вокзала. Нумерация начинается от Гимназического проспекта.

## История и достопримечательности
9 февраля  2016 г. городской голова подписал распоряжение о переименовании улиц, площадей и проспектов в Днепродзержинске. На основании этого решения проспект Ленина переименован в проспект Свободы.

## Общественный транспорт
Так как проспект Свободы является центральной улицей города, то по нему пролегают практически все маршруты общественного транспорта.
Маршрутные такси:
- 1 — пл. ДМК — ул. Романковская (Ждановское кладбище)
- 2А — пл. ДМК — Степная ул. (Романково)
- 3А — пл. ДМК — ДГТУ
- 4 — ж/д вокзал — Диспетчерская (левый берег)
- 6 — пл. ДМК — Городская больница №4 (Карнауховка)
- 7 — пл. ДМК — ул. Рылеева
- 8 — пл. ДМК — Енисейская ул.
- 11 — пл. ДМК — Вокзал — ул. Сергея Слесаренко
- 11А — пл. ДМК — Центральный рынок (пр. Аношкина) — пл. ДМК [по кольцевой]
- 17 — ж/д вокзал — Центральный Рынок — ул. Независимости (левый берег)
- 18А — ж/д вокзал — пл. ДМК — Диспетчерская (левый берег)
- 20 — пр. Аношкина — пл. ДМК — Диспетчерская (левый берег)
- 22А — пл. ДМК — просп. Аношкина — улица Дунайская
- 22Б — пл. ДМК — просп. Юбилейный — ул. Дунайская
- 23Е (3Е) — пл. ДМК — Карнауховка
- 23А — пл. ДМК — Алтайская ул. — ул. Матросова — ул. Лысенко — пл. ДМК
- 24 — пл. ДМК — ул. Яблонева (Романково)
- 25 — пл. ДМК — ул. Сергея Слесаренко
- 29 — пр. Аношкина —  Диспетчерская (левый берег)
- 30 — ж/д вокзал — Диспетчерская (левый берег)

Трамвайные маршруты:
- 1 — пл. ДМК — ЦУМ — ул. Сергея Слесаренко (ул. Скалика)
- 2 — пл. ДМК — ул. Дунайская
- 3 — пл. ДМК — Карнауховка
- 4 — Одесская ул. — ЦУМ— ДКХЗ

## Достопримечательности
- памятник Прометей
- памятник Матери
- бюст Л. И. Брежнева  снят с постамента, в связи декомунизацией и лешенным звание почетного гражданина Днепродзержинска и Днепра.
- стела Воинам-освободителям

## Примыкает или пересекает
- пересекает просп. Возрождения
- примыкает Гимназический просп.
- примыкает просп. Т. Шевченко
- примыкает Широкая ул.